# Djoumbé Fatima
Djoumbé Fatima, född 1837, död 1878, var regerande sultaninna av Mohéli på Komorerna 1842–1865 och 1874–1878.